# Nícolas Sessler
Pour les articles homonymes, voir Sessler.
Nícolas Mariotto Sessler, né le 29 avril 1994 à Ribeirão Preto, est un coureur cycliste brésilien.

## Biographie
Nícolas Sessler commence le cyclisme à l'âge de dix ou onze ans. 
Dans les catégories de jeunes, il se distingue en étant l'un des meilleurs vététistes brésiliens. Champion national en 2010,, il représente ensuite son pays lors de compétitions internationales. En 2012, il devient champion du Brésil de cross-country chez les juniors (moins de 19 ans). La même année, il se distingue au plus haut niveau en terminant troisième de deux épreuves de la Coupe du monde de VTT juniors et septième au classement général final. 
En 2014, il quitte son Brésil natal et intègre l'équipe belge KTM Houffalize, pour participer à davantage de courses européennes. Au mois de mai, il se classe septième du championnat panaméricain espoirs. Il décide ensuite de se consacrer au cyclisme sur route à partir de 2015. Durant l'été, il s'impose sur une étape du Tour de la Dordogne, sous les couleurs du club belge Dovy Keukens FCC. 
En 2016, il court chez VL Technics-Experza-Abutriek Bon grimpeur, il se distingue dans les courses par étapes. Il remporte le Tour de la province de Valence et termine notamment sixième du Kreiz Breizh Elites (meilleur jeune). L'année suivante, il rejoint le club Lizarte, avec lequel il s'illustre dans le calendrier amateur espagnol. À partir du mois de juillet, il devient stagiaire au sein de la formation Israel Cycling Academy. Il fait rapidement bonne impression en terminant dix-septième de la Pro Ötztaler 5500.
Il passe finalement professionnel en 2018 au sein de l'équipe Burgos BH.

## Palmarès sur route

### Par année
- 2015
  - 2e étape du Tour de la Dordogne
  - 3e du Mémorial Gilbert Letêcheur
- 2016
  - Tour de la province de Valence :
    - Classement général
    - 3e étape

  - 3e du Tour du Piémont pyrénéen
- 2017
  - Classement général du Tour de Lleida
  - 3e du Trophée Iberdrola
  - 3e du Gran Premi Vila-real
- 2024
  - Tour de Salalah : 
    - Classement général
    - 2e étape

### Classements mondiaux
| Année                                 | 2016  | 2017  | 2018 | 2019  | 2020 | 2021 | 2022 | 2023 | 2024 |
| ------------------------------------- | ----- | ----- | ---- | ----- | ---- | ---- | ---- | ---- | ---- |
| Classement mondial                    | 1984e | 2662e | nc   | 2433e | nc   | nc   | nc   | 369e | nc   |
| UCI Europe Tour                       | 1317e | 1812e | nc   |       |      |      |      |      |      |
| UCI America Tour                      | nc    | nc    | nc   | 380e  | nc   | nc   | nc   | 53e  | 58e  |
|                                       |       |       |      |       |      |      |      |      |      |
| Légende : nc = non classéSource : UCI |       |       |      |       |      |      |      |      |      |

## Palmarès en VTT

### Championnats du Brésil
- 2010
  -  Champion du Brésil de cross-country cadets
- 2012
  -  Champion du Brésil de cross-country juniors
- 2014
  - 3e du championnat du Brésil de cross-country espoirs